# Рюти (Санкт-Галлен)
Рюти (нем. Rüthi SG) — коммуна в Швейцарии, в кантоне Санкт-Галлен.
Входит в состав округа Рейнталь. Население составляет 1945 человек (на 31 декабря 2006 года). Официальный код — 3256.
В Рюти находится фабрика производителя посудомоечных машин Winterhalter Gastronom GmbH.

## Экономика
- в 1987 году — в Рюти был открыт филиал «Wolf System Switzerland».